# Wilhelmstraße (Wesel)
Die Wilhelmstraße ist eine Innenstadtstraße von Wesel am Niederrhein.

## Lage
Die Wilhelmstraße liegt im Osten der Weseler Innenstadt und verläuft zwischen dem Vorplatz des Weseler Bahnhofs und dem Berliner Tor. Zugleich ist die 146 Meter lange Straße Teil einer Achse, die vom Bahnhof zum Großen Markt in Ost-West-Richtung durch die Innenstadt verläuft. Während die Wilhelmstraße befahrbar ist, sind die übrigen Abschnitte − beginnend mit dem Berliner-Tor-Platz − als Fußgängerzone ausgestaltet und bilden die zentrale Einkaufsstraße Wesels. Die Wilhelmstraße weist auch eine hohe Zahl an Handelsbetrieben auf, die Zahl der Geschäfte und die Passantenfrequenz liegt jedoch deutlich niedriger als in den zentralen Bereichen der Fußgängerzone. Sie ist Allee-ähnlich gestaltet und ermöglicht einen direkten Blick vom Bahnhofsvorplatz auf das Berliner Tor. An ihrem östlichen bzw. südöstlichen Ende wird die Wilhelmstraße vom Kaiserring als Teil der Bundesstraße 58 gequert. Der östlich davon liegende Bahnhofsvorplatz ist nicht befahrbar.

## Geschichte und Gebäude
Der Bereich der heutigen Wilhelmstraße war weder Teil der mittelalterlichen Altstadt noch der im Spätmittelalter gewachsenen Mathena-Vorstadt. Da Wesel ab dem späten 17. Jahrhundert zur Festungsstadt wurde und das ab 1718 errichtete Berliner Tor ihre östliche Begrenzung darstellte, war eine Ausdehnung der städtischen Bebauung in diesen Bereich vorerst ausgeschlossen. Der Bahnhof entstand in der Mitte des 19. Jahrhunderts an seiner heutigen Position und lag damit außerhalb der Festungsmauern, der zwischen dem Bahnhof und dem Berliner Tor liegende Bereich blieb jedoch weiter unbebaut. 1886 schlug eine Kommission die Entfestigung der Stadt vor, welche nach Abschluss eines Vertrages im Jahr 1890 eingeleitet werden konnte. Innerhalb weniger Jahre entwickelte sich an der Wilhelmstraße und den umliegenden Straßen wie der Augustastraße eine rege Bautätigkeit. Es entstanden vor allem repräsentative Bauten des Großbürgertums, die teils durch den Jugendstil geprägt waren. Nur wenige Jahre nach 1890 wies die Wilhelmstraße eine fast durchgehende Bebauung auf. Die Namenswahl für die Straße wurde durch die Stadtverordneten getroffen und fiel in Anbetracht des sich damals stark ausbreitenden Patriotismus auf Kaiser Wilhelm I. als Vorbild. Neben vielen Wohnhäusern entstand an der Wilhelmstraße eine Filiale der Reichsbank, die dort von 1895 bis 1943 ihren regionalen Sitz hatte.
Im Zweiten Weltkrieg kam es zu erheblichen Zerstörungen. Im Wiederaufbau sollte die Innenstadtachse, zu der auch die Wilhelmstraße zählte, wieder zum zentralen Geschäftsbereich werden. Planungen aus dem Jahr 1946 sahen zudem eine Straßenunterführung von der Wilhelmstraße durch den Bahnhofsbereich zum Ortsteil Fusternberg und der dort liegenden Wackenbrucher Straße vor. Letztere wurde jedoch nicht realisiert. Nachdem im Februar 1947 eine Umbenennung der Wilhelmstraße in Vesaliastraße vorgeschlagen worden war, wurde im Sommer 1947 die gesamte Innenstadtachse als Hohe Straße benannt. Im Juli 1949 erhielten die Straßen ihre früheren Namen (Wilhelmstraße, Berliner-Tor-Platz, Hohe Straße, Viehtor und Brückstraße) nach erheblichem Protest von Anwohnern wieder zurück. 1951 wurde die Kleinbahn Wesel–Rees–Emmerich wieder in Betrieb genommen und führte anders als vor dem Krieg auch über die Innenstadtachse und die Wilhelmstraße. Die nächstgelegenen Haltestellen befanden sich am Berliner-Tor-Platz und am Bahnhof. 1966 wurde der Betrieb der Kleinbahn eingestellt.
Das neobarocke Geschäftshaus, welches ab 1895 von der Reichsbank genutzt worden war, wurde nach dem Krieg in alter Form wiederhergestellt und diente fortan der lokalen Sparkasse. Das Hauptgebäude der heutigen Niederrheinischen Sparkasse RheinLippe umfasst heute einen ganzen Gebäudekomplex entlang von Bismarck-, Wilhelm- und Augustastraße, der auch das historische Gebäude an der Wilhelmstraße einbezieht. Als kulturelle Einrichtung wurde an der Wilhelmstraße 1951 das Scala-Kino als drittes Kino im Stadtgebiet eröffnet. Zum Jahresende 2005 stellte es seinen Betrieb ein. Im Februar 2014 wurde in dem ehemaligen Kino das Scala Kulturspielhaus eingerichtet.